# Edna O. Simpson

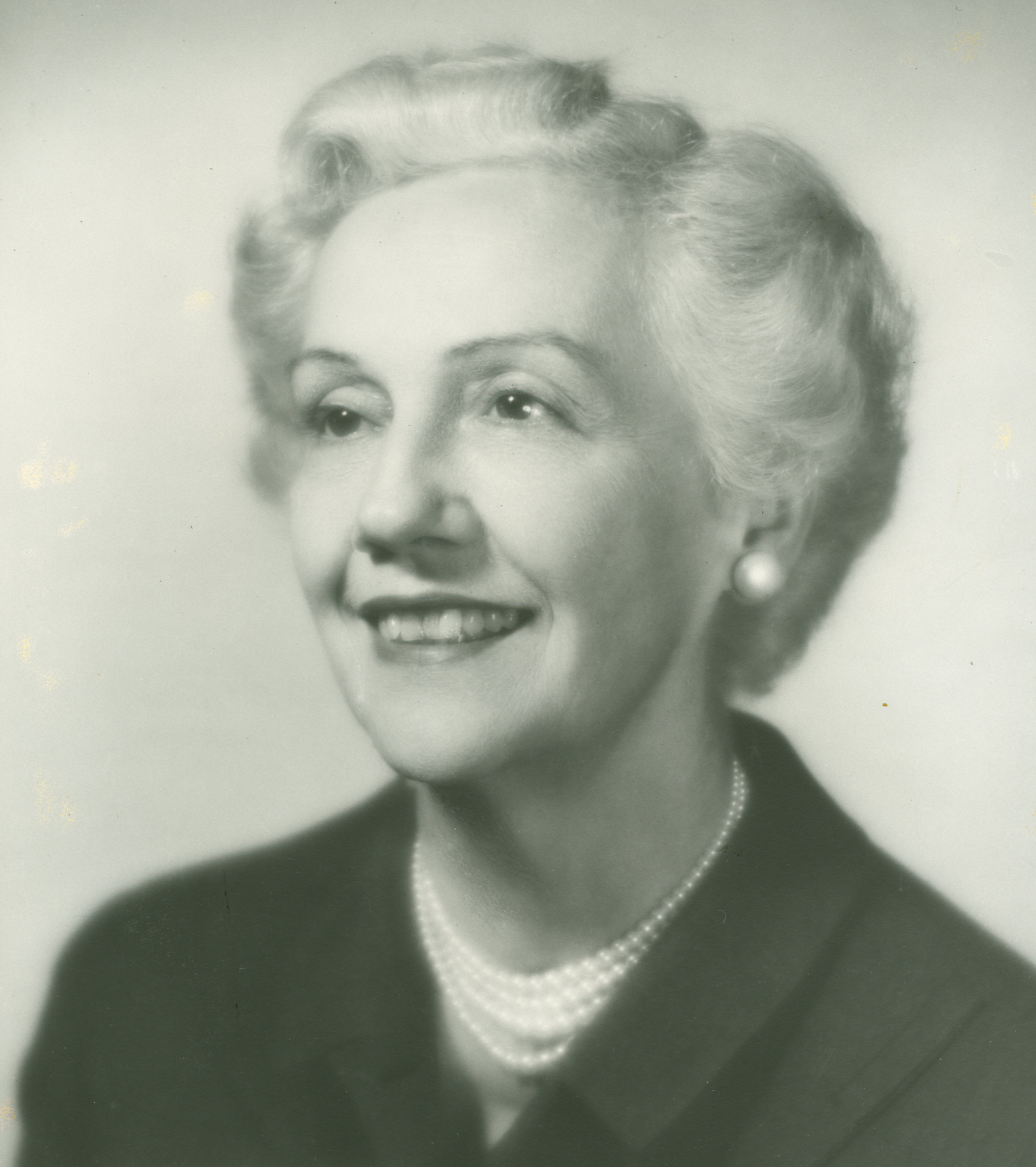
Edna O. Simpson

Edna Oakes Simpson (* 26. Oktober 1891 in Carrollton, Illinois; † 15. Mai 1984 in Alton, Illinois) war eine US-amerikanische Politikerin. Zwischen 1959 und 1961 vertrat sie den Bundesstaat Illinois im US-Repräsentantenhaus.

## Werdegang
Edna Oakes wurde in Carrollton geboren. Über ihre Jugend und Schulausbildung sind keine Informationen überliefert. Sie heiratete den späteren Kongressabgeordneten Sid Simpson. Dieser war im Jahr 1958 von der Republikanischen Partei für die Wiederwahl in den Kongress aufgestellt worden. Da er aber noch vor den Wahlen starb, wurde seine Frau an seiner Stelle nominiert und dann auch in den Kongress gewählt. Zwischen dem 3. Januar 1959 und dem 3. Januar 1961 konnte sie dort eine Legislaturperiode absolvieren. 1960 verzichtete sie auf eine weitere Kandidatur. In den folgenden Jahren ist Edna Simpson politisch nicht mehr in Erscheinung getreten. Sie starb am 15. Mai 1984 in Alton.